# Hylaeus albonotatus
Hylaeus albonotatus är en biart som först beskrevs av Walker 1871.  Hylaeus albonotatus ingår i släktet citronbin, och familjen korttungebin. Inga underarter finns listade i Catalogue of Life.